# Crapstone
Crapstone – osada w Anglii, w Devon. Leży 13,6 km od miasta Plymouth, 48,1 km od miasta Exeter i 303,9 km od Londynu. W 2015 miejscowość liczyła 664 mieszkańców.